# Phelister gracilis
Phelister gracilis är en skalbaggsart som beskrevs av Schmidt 1889. Phelister gracilis ingår i släktet Phelister och familjen stumpbaggar. Inga underarter finns listade i Catalogue of Life.